# Grzegorz Kwaśniak
Grzegorz Kwaśniak (ur. 1966) – doktor nauk wojskowych, oficer rezerwy Wojska Polskiego, od 2015 Pełnomocnik Ministra Obrony Narodowej do Spraw Utworzenia Obrony Terytorialnej oraz dyrektor Biura do Spraw Utworzenia Obrony Terytorialnej. Twórca koncepcji budowy Wojsk Obrony Terytorialnej.

## Życiorys
Jest starszym wykładowcą w Instytucie Bezpieczeństwa Wewnętrznego w Państwowej Wyższej Szkole Zawodowej w Nysie. Wcześniej zajmował stanowisko adiunkta w Instytucie Bezpieczeństwa Państwa na Wydziale Bezpieczeństwa Narodowego Akademii Obrony Narodowej. Absolwent Akademii Wojskowej w Brnie. W 2005 na Akademii Obrony Narodowej obronił rozprawę doktorską pt. Zarządzanie strategiczne w obszarze Sił Zbrojnych RP w warunkach radykalnych zmian otoczenia. W latach 2006–2010 służył w Zarządzie Planowania Strategicznego Sztabu Generalnego Wojska Polskiego. Był członkiem zespołu opracowującego przyjętą w 2007 Strategię Bezpieczeństwa Narodowego Rzeczypospolitej Polskiej. Autor artykułów z zakresu wojskowości. Prowadzi badania określające wady systemu wojskowego w Polsce, wskazując jednocześnie możliwe kierunki rozwoju tego systemu.

## Odznaczenia
- Medal „Za zasługi dla obronności kraju”[9]